# Polanka (szczyt)
Polanka (niem. Wiesen Berge) – dwuwierzchołkowy szczyt (547, 543 m n.p.m.) w północno-zachodniej części Grzbietu Wschodniego w Górach Kaczawskich. Leży między Chmielarzem a Trzcińcem, w grzbiecie ciągnącym się na zachód od Bukowinki poprzez Marciniec, Rogacz, Dłużek, Chmielarz, Polankę, Trzciniec, Zadorę i Lipną w stronę Wojcieszowa. Od szczytu Polanki odchodzi ku południowemu zachodowi boczne ramię ze szczytem Bielec.
Zbudowana jest ze staropaleozoicznych skał metamorficznych pochodzenia wulkanicznego – zieleńców i łupków zieleńcowych oraz pochodzenia osadowego – fyllitów, łupków albitowo-serycytowych, chlorytowo-serycytowych i kwarcowo-serycytowych, należących do metamorfiku kaczawskiego.
Szczyt jest porośnięty lasem świerkowym z domieszką buka, grabu i dębu.